# Алгские языки
А́лгские языки (алгийские; англ. Algic) — семья индейских языков Северной Америки, включающая алгонкинские языки и два языка северной Калифорнии — вийот (ныне вымер) и юрок (не более 20 носителей преклонного возраста).
В 1903 г. антропологи Р. Диксон и А. Крёбер выдвинули гипотезу о родстве языков вийот и юрок и предложили называть их ритванской семьёй. Несколько позже (1913) Э. Сепир показал систематические соответствия между этими двумя языками и алгонкинской семьёй и предложил термин «алгонкино-ритванские языки». Позже, по мере накопления данных, это родство было окончательно доказано в работах М. Хаас (1958) и И. Годдарда (1975), утвердился термин «алгские языки». Сейчас считается, что вийот и юрок не образуют группу в рамках алгской семьи, а представляют собой две ветви этой семьи из трёх, наряду с алгонкинскими.
Внимание привлекает крайняя географическая разобщённость языков северной Калифорнии и алгонкинских языков, прародина которых должна находиться в пределах Великих североамериканских озёр. 
Многочисленные ранее предлагавшиеся внешние связи алгской семьи с другими языками сугубо предположительны. В частности, сопоставление алгонкинских языков с языком беотук, распространённым на острове Ньюфаундленд и вымершим в первой трети XIX в., не доказано и не опровергнуто в силу отсутствия достаточных сведений об этом языке. Гипотеза Э. Сепира о дальнем родстве алгских языков с вакашскими, салишскими и чимакуанскими языками и с языком кутенай, а также гипотеза М. Хаас о родстве с языками предположительной макросемьи «галф» / «Gulf» (см. статьи Макросемьи индейских языков и Индейские языки Америки) в настоящее время не признаются большинством учёных.
В 2015 году Сергей Николаев, с помощью традиционного сравнительного метода, установил систему регулярных звуковых соответствий между основополагающим словарным составом нивхского, алгских (алгонкино-ритванских) и вакашских языков.